# Ben Barzman
Ben Barzman (* 19. Oktober 1911 in Toronto, Ontario, Kanada; † 15. Dezember 1989 in Santa Monica, Kalifornien, Vereinigte Staaten) war ein US-amerikanischer Drehbuchautor.

## Leben
Ben Barzman begann 1943 bei dem Film You’re a Lucky Fellow, Mr. Smith mit seiner Arbeit als Drehbuchautor und verfasste in den folgenden dreißig Jahren die Drehbücher von rund 25 Filmen. Er war von 1942 bis zu seinem Tod mit Norma Barzman (1920–2023) verheiratet, die ebenfalls als Drehbuchautorin arbeitete.
Seinen ersten größeren Erfolg erzielte Barman mit dem Drehbuch für das Kriegsdrama Stahlgewitter (1945). Als das Ehepaar Barzman Ende der 1940er Jahre als Kommunisten verdächtigt und auf die Blacklist gesetzt wurden, konnten sie ihren Beruf in den USA nicht mehr ausüben. Sie zogen 1949 nach Europa, wo Ben Barzman in der Filmindustrie arbeitete und die Bekanntschaft von Vittorio De Sica, Sophia Loren und Peter Sellers machte. 1957 wurde sein Sohn, der spätere Regisseur Paolo Barzman, in Cannes geboren.
Er schrieb die Drehbücher zu mehreren Filmen von Joseph Losey. Bei Giacomo benutzten beide als Pseudonym den Namen des italienischen Regisseurs Andrea Forzano.
Zu den Werken, die als Vorlage zu seinen Drehbüchern dienten, gehören der Roman Christ in Concrete von Pietro di Donato (Give Us This Day von Edward Dmytryk), der Roman Christus wird immer wieder gekreuzigt von Nikos Kazantzakis (Celui qui doit mourir von Jules Dassin), das Drama Someone waiting von Emlyn Williams (Time Without Pity von Joseph Losey) und das Drama Der Besuch der alten Dame von Friedrich Dürrenmatt (The Visit von Bernhard Wicki). Während seiner Tätigkeit in der Filmwirtschaft Hollywoods arbeitete er auch mit den Filmregisseuren John Guillermin und Anthony Mann zusammen.
Seine Mitarbeit am Drehbuch von El Cid (1961) wurde im Filmabspann wegen seines Berufsverbots in Hollywood nicht erwähnt. Später verfasste er die Drehbücher für die Filme Der Untergang des Römischen Reiches (1964), Kennwort „Schweres Wasser“ (1965) und Der blaue Max (1966).
Barzman kehrte erst 1977 nach dem Ende seiner beruflichen Karriere wieder nach Hollywood zurück.

## Filmografie (Auswahl)
- 1945: Stahlgewitter (Back to Bataan)
- 1948: Der Junge mit den grünen Haaren (The Boy with Green Hair)
- 1949: Haus der Sehnsucht (Give Us This Day)
- 1952: Giacomo (Imbarco a Mezzanotte)
- 1955: Oase (Oasis)
- 1957: Der Mann, der sterben muß (Celui qui doit mourir)
- 1957: In letzter Stunde (Time Without Pity)
- 1959: Die tödliche Falle (Blind Date)
- 1961: El Cid (ungenannt)
- 1963: Sie sind verdammt (The Damned) (ungenannt)
- 1963: Frühstück in der Todeszelle (The Ceremony)
- 1963: 55 Tage in Peking (55 Days at Peking)
- 1964: Der Untergang des Römischen Reiches (The Fall of the Roman Empire)
- 1964: Der Besuch (The Visit / La Vendetta della Signora)
- 1965: Kennwort „Schweres Wasser“ (The Heroes of Telemark)
- 1972: Das Attentat (L'attentat)
- 1974: Sie sind frei, Dr. Korczak
- 1975: Normande und ihre Lieben (La tête de Normand St-Onge)

## Romane
- Out of This World. Collins, London 1960 [Ausgaben unter anderen Titel: Twinkle, Twinkle Little Star. G. P. Putnam's Sons, New York 1960; Echo X. Paperback Library, New York 1962 (u. ö.)].
- (mit Norma Barzman) Rich Dreams. Warner Books, New York 1982, ISBN 9780446900348.

## Quelle
- Fischer Weltalmanach 1991. Fischer, Frankfurt am Main 1990, ISBN 3-596-19091-6, Spalte 1099.